# St.-Marien-Kirche (Penzlin)

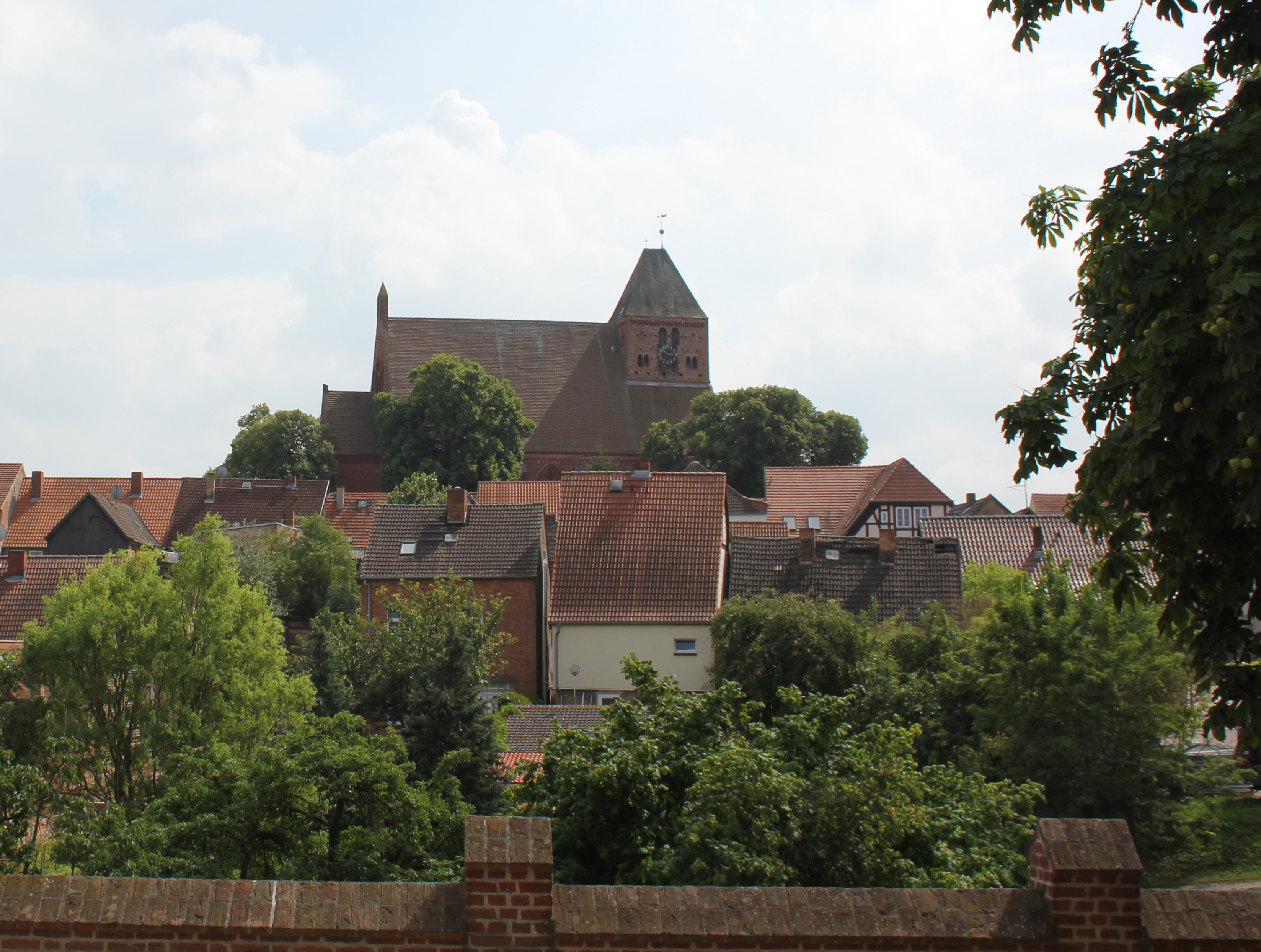
Die Kirche von der Burg aus gesehen

Die Stadtkirche St. Maria und St. Nikolaus Penzlin (im Schlie als Nikolaikirche bezeichnet) ist eine Hallenkirche aus Backsteinen in Penzlin in Mecklenburg-Vorpommern. Das Kirchengebäude ist ein dreischiffiges Langhaus mit vier Jochen und einem quadratischen Westturm mit Seitenhallen und einer Portalvorhalle.
Die Kirchengemeinde ist Teil der Kirchenregion Stavenhagen in der Propstei Neustrelitz, Kirchenkreis Mecklenburg der Evangelisch-Lutherischen Kirche in Norddeutschland. Die Kirchengemeinde Penzlin-Groß Lukow entstand im Jahr 2010 durch die Vereinigung der Kirchengemeinden Penzlin und Groß Lukow.

## Baubeschreibung und Baugeschichte

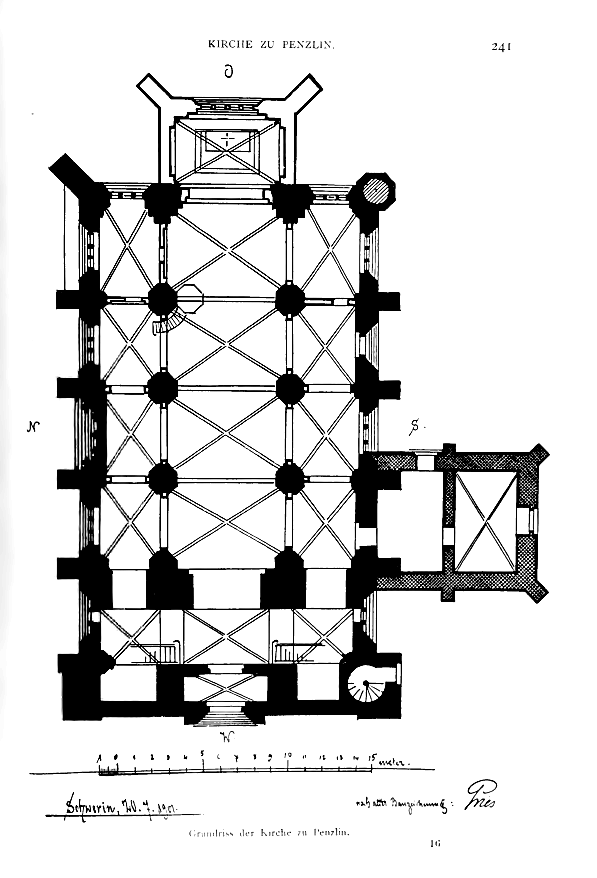
Grundriss der Kirche

Erwähnt wurde die Kirche in Penzlin erstmals 1273. Das jetzige Gebäude stammt aus dem 14. Jahrhundert, die frühgotische Südkapelle wohl bereits aus dem 13. Jahrhundert. Ab dem Jahr 1414 tritt das Adelsgeschlecht der Maltzahns in Penzlin in Erscheinung. Am 16./18. Juli 1501 belehnten die mecklenburgischen Herzöge Bernd II. von Maltzan mit der Herrschaft über Ort und Burg Penzlin. In dieser Funktion übernahm die Familie auch das Patronat über die Kirche.
Der Turm wurde nach einem Brand im Jahr 1725 bis zur Firsthöhe des Langhauses abgetragen. Der Theologe Erhard Johann August Wüstney (1791–1854) war in der Gemeinde von 1817 bis 1837 als Pastor tätig. Ab 1877 bis 1878 wurde die Kirche durch Georg Daniel umfassend restauriert. Zusätzlich wurde an der Ostseite ein Chorjoch angefügt. Im Westen wurde, anstelle des erhaltenen Turmunterbaues mit einem Glockengeschoss, ein über das Dach ragender Turm neu errichtet. Beträchtlich waren die Umbauten im Innern, einschließlich der Ausstattung. So wurde die gesamte Bestuhlung ausgetauscht. In den Schiffen wurden die hölzernen barocken Voutendecken massiv eingewölbt, und in die Seitenschiffe kamen massive Emporeneinbauten. Die Patronatsfamilie von Maltzahn war auch der Auftraggeber des Umbaus.
Der Ostgiebel des Langhauses läuft seit 1877 in einen fialenartigen Maueraufsatz aus. Hier befindet sich ein Giebelreiter mit einer Klingglocke. Im Obergeschoss des Kirchturmaufsatzes befinden sich mehrere rundbogige Schallöffnungen. Im Jahr 1864 erhielt die Kirche eine Uhr, die bis ins Jahr 1985 täglich mechanisch aufgezogen werden musste. Danach wurde sie auf einen elektrischen Aufzug umgestellt.

## Einrichtung

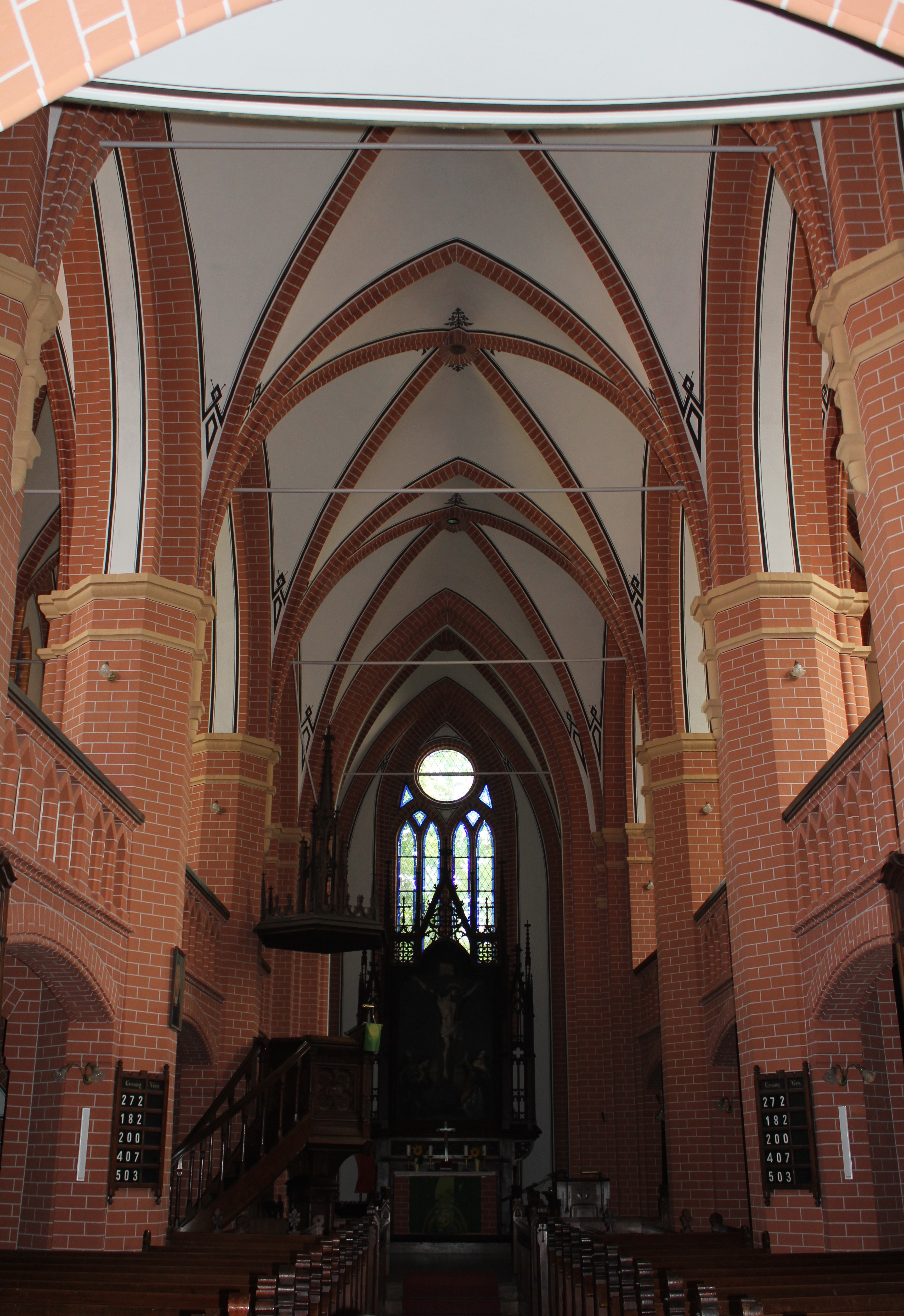
Kirchenschiff der Marienkirche

Fast die gesamte Innenausstattung wurde bei der Restaurierung in den Jahren 1877 bis 1878 ausgetauscht. Das Gestühl und auch die Kanzel sind im historisierenden neugotischen Stil. Das Altarbild stammt vom Neustrelitzer Maler Georg Kannengießer und zeigt den gekreuzigten Christus.

### Orgel

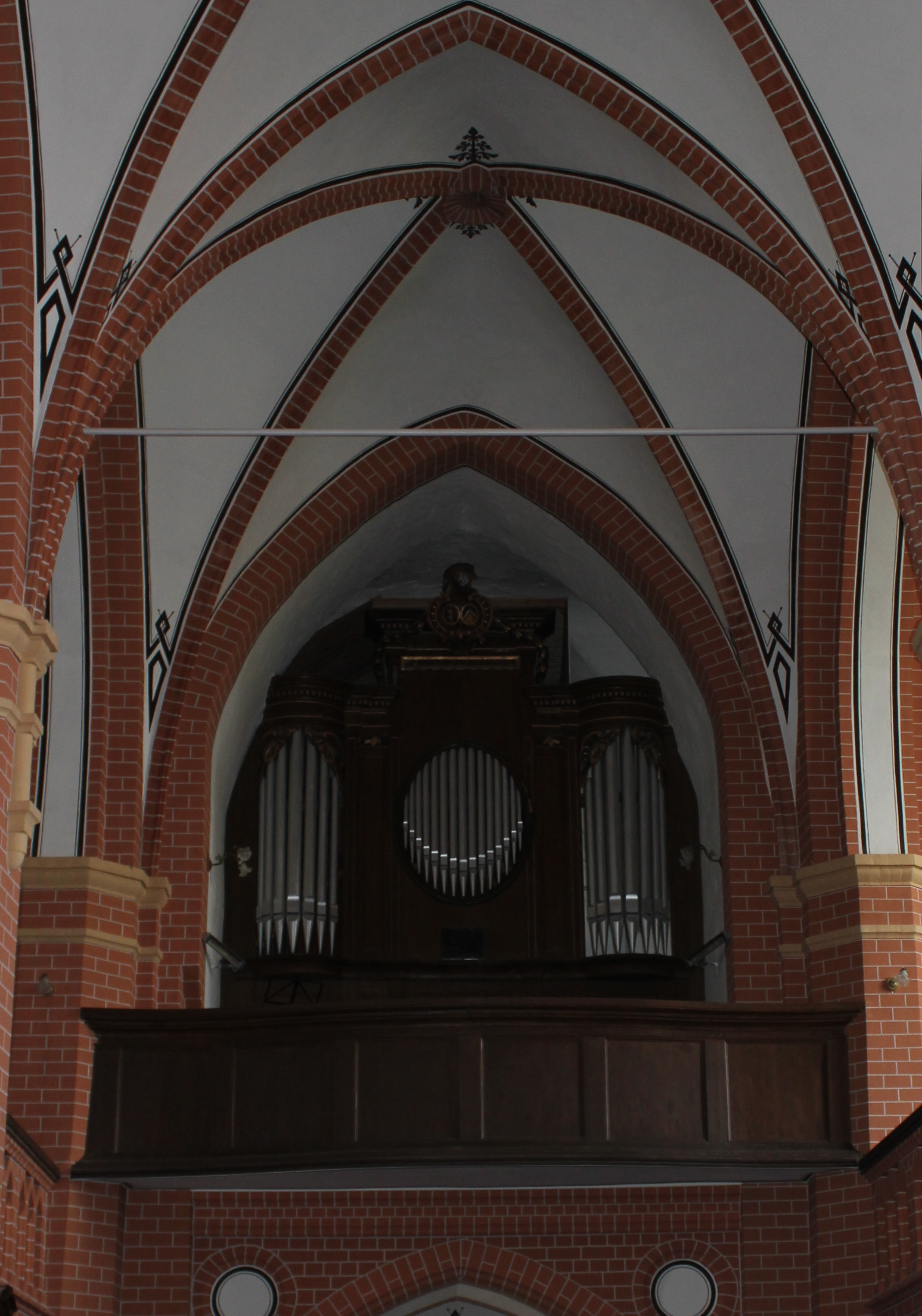
Orgel der Marienkirche

Die erste Orgel wurde 1781 von C. F. Simon aus Altstrelitz gebaut. In das Gehäuse baute 1929 Julius Jaiser aus Stralsund ein neues Werk mit pneumatischer Traktur auf Kegelladen. Es war sein einziger heute bekannter Orgelneubau.
Im Jahr 1994 wurde die Orgel durch Ulrich Fahlberg generalüberholt, defekte Pfeifen ersetzt, gereinigt und nachintoniert. 2017 erfolgte eine weitere Restaurierung durch Christian Scheffler.
Die Orgel verfügt über zwei Manuale, ein Pedal sowie 801 Pfeifen. Die kleinste von ihnen misst mit Pfeifenfuß 20 cm, die größte ist 5,5 Meter groß. Die Disposition ist
| I Manual C–f3 |              |       |
| 1.            | Bourdon      | 16′   |
| 2.            | Principal    | 8′    |
| 3.            | Gemshorn     | 8′    |
| 4.            | Octave       | 4′    |
| 5.            | Rohrflöte    | 4′    |
| 6.            | Octave       | 4′    |
| 7.            | Spitzflöte   | 4′    |
| 8.            | Rauschquinte | 2 ⁄3′ |

| II Manual (Schwellwerk) C–f3 |                 |     |
| 9.                           | Flötenprincipal | 16′ |
| 10.                          | Liebl. Gedackt  | 8′  |
| 11.                          | Salicional      | 8′  |
| 12.                          | Aeoline         | 8′  |
| 13.                          | Blockflöte      | 4′  |
| 14.                          | Flautino        | 2′  |

| Pedal C–d1 |           |     |
| 15.        | Subbass   | 16′ |
| 16.        | Violon    | 16′ |
| 17.        | Bassflöte | 8′  |

- Koppeln: Pedalkoppel: I/P, II/P; Manualkoppel II/I; Superoctavkoppel I, II–I
- Spielhilfen: Piano, Mezzoforte, Forte, Handregister ab

### Glocken
Die Kirche verfügt über vier Glocken. Die älteste noch vorhandene Glocke stammt aus dem Jahr 1735. Sie wurde unter dem Patronat des Freiherrn Otto Julius Maltzahn von dem Penzliner Glockengießer J. C. Altrichter gegossen.
Die frühere größte Glocke wurde im Jahr 1791 unter dem Patronat des Freiherrn Joseph von Maltzahn von Johann Christian Meyer in Neustrelitz gegossen. Die kleinere mittlere Glocke wurde im Jahr 1820 von Valentin Schultz zu Rostock gegossen. Diese beiden Glocken wurden im Zweiten Weltkrieg entnommen und eingeschmolzen. Im Jahr 1961 wurde diese durch drei Eisenglocken der Fa. J. F. Weule ersetzt. Am Giebelreiter des Ostgiebels befindet sich eine Klingglocke. Im Obergeschoss des Kirchturmaufsatzes befinden sich mehrere rundbogige Schallöffnungen.
Im Jahr 2014 konnten die drei Eisenglocken durch neue Bronzeglocken ausgetauscht werden. Gegossen wurden sie von der Glocken- und Kunstgießerei Rincker in Sinn bei Herborn, seitdem umfasst das Geläut fünf Glocken. Die drei Rinckerglocken und die Barockglocke hängen im Westturm, die Armsünderglocke im Dachreiter auf dem Ostgiebel.
| Nr. | Schlagton | Durchmesser (mm) | Gießer, Gussort                          | Gussjahr  |
| --- | --------- | ---------------- | ---------------------------------------- | --------- |
| 1   | f1        | 1190             | Glocken- und Kunstgießerei Rincker, Sinn | 2014      |
| 2   | a1        | 970              | Glocken- und Kunstgießerei Rincker, Sinn | 2014      |
| 3   | c2        | 830              | Glocken- und Kunstgießerei Rincker, Sinn | 2014      |
| 4   | d2        | 730              | J.C. Altrichter                          | 1735      |
| 5   | a2        | ?                | –                                        | 13. Jhdt. |

Die Glocken schlagen im Viertelstundentakt die Zeit an. Jeweils zur vollen Stunde wird zusätzlich die Stunde geläutet – bis zu zwölf Mal mittags und um Mitternacht.

## Gruftkapelle
Der Südanbau der Kirche diente bis 2009 als Begräbniskapelle für die Familie von Maltzan. Unter dem Anbau befindet sich die untere Gruft, die besichtigt werden kann. Ein gusseisernes Gitter verschließt die Gruft.
Über der Gruft gibt es zwei Räume. Die bis dahin zugemauerten Fenster wurden geöffnet und haben eine Bleiverglasung. Der hintere Raum wurde als kleine Kapelle gestaltet, in der kleinere Gottesdienste oder Andachten durchgeführt werden. In diesem Raum befindet sich seit dem Jahr 2001 das Wandgemälde Auferstehung des Malers Reinhard Graefe.
In hinteren Raum sind auch die zwei Epitaphien für Jürgen (Georg) Maltzan Freiherr zu Wartenberg und Penzlin (1501–1562) und Georg II. Freiherr zu Wartenberg und Penzlin (1526–1569) aufgestellt.
Im vorderen Raum wurde von der Familie von Maltzan im Jahr 2011 das Epitaph für Joachim von Maltzan Freiherr zu Wartenberg und Penzlin (1491–1556) aufgestellt. Durch die offene Decke kann man die Konstruktion des Dachstuhls erkennen.